# Andrew Ydens
Andrew Ydens, nascido em 23 de agosto de 1989 em Braine-l'Alleud, é um ciclista belga.

## Biografia
Andrew Ydens nasceu em 23 de agosto de 1989 ema Braine-l'Alleud na Bélgica.
Membro da equipa continental belga T.Palm-Pôle Continental Wallon desde 2012 (então denominada Lotto-Polo Continental Wallon durante a quase-totalidade do primeiro semestre), Andrew Ydens realiza alguns resultados satisfatórios desde 2012 baixo estas novas cores. Assim, se classifica 14.º na Volta do Limbourg em maio depois 13.º do Grande Prêmio Criquielion alguns dias mais tarde antes de dar o início em junho com um 12.º posto na Memorial Philippe Van Coningsloo. Terminará igualmente 16.º do Grande Prêmio da vila de Geel em julho, ou ainda 14.º da Gooikse Pijl em setembro.
Em 2013, Andrew Ydens termina 5.º de Paris-Mantes-en-Yvelines, 4.º do Grande Prêmio do 1.º maio - Prêmio de honra Vic De Bruyne antes de terminar novamente 4.º durante a 2.º etapa do Paris Arras Tour e 13.º da classificação geral final.
Em 2014 e para o seu 3.º posto nas fileiras de T.Palm-Polo Continental Wallon, Andrew Ydens classifica-se 5.º da primeira etapa do Tríptico dos Montes e Castelos. Ele segue depois com um 8.º posto na 2.º etapa e um 7.º posto durante a 5.º etapa da Volta de Gironda. Anotemos igualmente seu 10.º posto sobre o Grande Prêmio Criquielion em maio bem como seu 14.º posto sobre o Memorial Philippe Van Coningsloo em junho.

## Palmarés e classificações mundiais

### Palmarés em estrada
- 2014[1]
  - 2.º da kermesse de Pommerœul

### Classificações mundiais
| Ano             | 2014  |
| UCI Europe Tour | 907.º |